# Apollo 18 (film)
Pour les articles homonymes, voir Apollo 18 (homonymie) et Apollo.
Pour plus de détails, voir Fiche technique et Distribution.
Apollo 18 est un film de science-fiction horrifique américano-canadien réalisé par Gonzalo López-Gallego et sorti en 2011.

## Synopsis
Après que la NASA eut officiellement mis fin au programme Apollo en 1974, une dernière mission sur la Lune aurait été effectuée. Le film, basé sur le tournage récupéré de l’équipage, raconte l’alunissage d’Apollo 18 et les raisons de sa dissimulation. Le capitaine Benjamin Anderson et le major Nathan Walker, ainsi que le lieutenant-colonel John Gray, ont été choisis pour le mener à bien en secret. Cependant, les causes qui ont conduit à l'échec et qui sont capturées dans la bande retrouvée n'ont jamais été rendues publiques par le gouvernement américain, car il s'agissait d'une preuve de contact pour la première fois avec des êtres extraterrestres, dont le ministère de la Défense (DOD) des États-Unis et le gouvernement de l'Union soviétique connaissaient déjà l’existence. Le film révèle ensuite le secret le mieux gardé de l’agence spatiale américaine et explique pourquoi aucune autre mission habitée n'a été envoyée vers la Lune. Il montre également que les astronautes ont trouvé les restes d’une mission soviétique qui avait la même finalité que la leur.

## Fiche technique
- Titre : Apollo 18
- Réalisation : Gonzalo López-Gallego
- Scénario : Brian Miller et Cory Goodman
- Décors : Andrew Neskoromny
- Costumes : Cynthia Ann Summers
- Photo : José David Montero
- Montage : Patrick Lussier
- Son : Darren Brisker
- Production : Timour Bekmambetov et Michele Wolkoff
  - Production exécutive : Ron Schmidt, Shawn Williamson et Cody Zwieg
  - Production associée : Jonathan Shore
- Société de production : Bazelevs
- Société de distribution : Dimension Films
  -  États-Unis : Dimension Films
  -  France : SND
- Budget : 5 millions de dollarsUS
- Pays d'origine :  États-Unis,  Canada
- Langue originale : anglaise
- Genre : Science-fiction, horreur
- Dates de sortie : 
  -  États-Unis : 2 septembre 2011
  -  France : 5 octobre 2011

## Distribution
Légende : Version Française = VF et Version Québécoise = VQ
- Warren Christie (VF : Michelangelo Marchese et VQ : Patrice Dubois) : le capitaine Benjamin Anderson
- Lloyd Owen (VF : Erwin Grunspan et VQ : Yves Soutière) : le commandant Nathan Walker
- Ryan Robbins (VF : Pierre Lognay et VQ : Philippe Martin) : le lieutenant-colonel John Grey

## Box-office
- Mondial : 25 551 136 $
- États-Unis : 17 675 921 $
- France : 60 131 entrées
- International (total) : 7 875 215 $

## Réception critique
Apollo 18 reçoit en majorité des critiques négatives. L'agrégateur Rotten Tomatoes rapporte que 21 % des 29 critiques ont donné un avis positif sur le film, avec une moyenne de 3,3/10 . L'agrégateur Metacritic donne une note de 20 sur 100 indiquant des « critiques négatives » .

## Production

### Réalisation
Le projet est à l'origine confié au spécialiste des effets spéciaux Trevor Cawood. Quelques détails ne lui plaisant plus, ce dernier l'abandonne en novembre 2010. Les producteurs Timur Bekmambetov et Harvey Weinstein embauchent donc le réalisateur espagnol Gonzalo Lopez-Gallego afin de mettre en scène un faux documentaire inspiré du projet annulé d'Apollo 18 dans les années 1970.